# Acevedo (khu tự quản)
Acevedo là một Khu tự quản thuộc bang Miranda, Venezuela. Thủ phủ của khu tự quản Acevedo đóng tại Caucagua. Khự tự quản Acevedo có diện tích 1879 km2, dân số theo điều tra dân số ngày 21 tháng 10 năm 2001 là 70282 người.